# 雙斑瓦鰈
雙斑瓦鰈（学名：Poecilopsetta plinthus），又名瓦鰈;扁魚、皇帝魚、半邊魚、比目魚，为輻鰭魚綱鰈形目鰈亞目瓦鰈科瓦鰈屬下的一个种，分布於西北太平洋日本、台灣、海南島等海域，棲息深度60-400公尺，體長可達14公分，棲息在沙泥底質底層水域，以底棲生物為食，生活習性不明。